# Carlos Geywitz
Carlos Geywitz (Santiago de Chile, 22 de agosto de 1948 - Estocolmo, 17 de agosto de 2008), poeta chileno residente en Suecia desde 1977, miembro fundador del Grupo Taller de Estocolmo.

## Biografía
Sus estudios iniciales los realizó en la ciudad de Santiago de Chile, luego, en su adolescencia se trasladó junto a su familia a la ciudad de Arica, donde finalizó su enseñanza secundaria, Carlos Geywitz estudió Técnico Administrativo o Administración de Empresas en la Sede Arica de la Universidad de Chile, entre 1967 y 1971. En 1972-1973 estudios de sociología en la Universidad de Concepción (interrumpidos por el Golpe Militar de 1973, que cerró el Instituto de Sociología).  En función de su ascendencia, invoca el derecho a la nacionalidad alemana y viaja a Alemania, con posterioridad al Golpe de Estado del 11 de septiembre de 1973. Posteriormente, tal vez 1986 vuelve a Arica, para después regresar a Europa. Como consecuencia del golpe de Estado de 1973, Geywitz fue objeto de persecución política por lo que debió salir al exilio. Así llegó a Suecia, donde junto a los poetas Sergio Infante y Adrián Santini, fundó el Grupo Taller de Estocolmo al que se sumaría más adelante el poeta Sergio Badilla Castillo.
En 1991 viajó a Chile invitado por el Instituto Sueco y la Universidad de Santiago junto a los poetas Adrián Santini, Sun Axelsson, Bengt Emil Johnson y Bruno K. Öijer, presentando su creación en distintas ciudades del país.
Participó en la Revista Arte Magma de Suecia donde escribió artículos de interés como Mito y Símbolo en la Trinidad y En pos de una morsa desnuda. Asimismo colaboró estrechamente con la escritora sueca Sun Axelsson en la traducción de la obra de esta autora al castellano.
En octubre de 1989 participó en el Festival Internacional de Poesía La reconstrucción del tiempo, organizado por el poeta Sergio Badilla Castillo y la escritora Sun Axelsson, en Estocolmo, Suecia; evento que congregó a los poetas chilenos más notables de la década de 1980.
En el año 2005 participó en el encuentro poético Región XIV patrocinado por la organización Chile-Poesía, en Santiago de Chile, que reunió a una veintena de poetas de ese país, diseminados por el orbe.
Geywitz dijo sobre su hábito de escribir poesía: "Escribir poesía para mí es organizar permanentemente el caos para luego hacerlo pedazos y empezar de nuevo".
Después de un largo período de depresión, Carlos Geywitz se suicidó en Estocolmo, el 27 de agosto de 2008, solo unos días antes de cumplir 60 años. Sus restos mortales fueron incinerados en Suecia y posteriormente sus cenizas fueron llevadas a Chile y diseminadas, a mediados de febrero de 2009, en el desierto de Atacama .

## Obra
- El Ojo Privado de la Ira, (primera edición Editorial Nordan, Suecia, 1982.
- Distancias, Editorial LAR, Chile, 1990.
- Años de Asedio, RIL Editores, Santiago de Chile, 2004.

## Antologías
Fue incluido en las siguientes antologías: 
- Poesía Chilena en Suecia, Ediciones del Archipiélago, Suecia, 1987.
- Bevingade Lejon, complilada por Sun Axelsson, Editorial Bonniers, Suecia, 1991.
- Las palabras vuelan, cinco poetas de Suecia: Adrián Santini, Sun Axelsson, Carlos Geywitz, Bengt Emil Johnson, Bruno K. Öijer, Instituto Sueco, Suecia, 1991.
- Världen i Sverige (El mundo en Suecia), Ediciones En bok för alla, Suecia, 1995.
- Snödroppe (Gota de nieve), Samklang, Suecia,1997.
- Det Nya Landet (La nueva tierra), Lindelöws Förlag, Suecia, 1998.

## Lecturas
Carlos Geywitz tuvo lecturas poéticas en distintas instituciones culturales de Suecia, como:
- La Sociedad de Escritores de Suecia,
- Museo de Arte Moderno de Suecia,
- Casa de la Cultura en Estocolmo
- Libreria Latinoamerica de Estocolmo
- Museo de la ciudad de Estocolmo

(Stockholm stadsmuseum) organizado por www.estocolmo.se (Marcos Pereira y Ramón Maldonado)
El año 1991 viajó a Chile invitado por el Instituto Sueco y la Universidad de Santiago junto a los poetas Adrián Santini, Sun Axelsson, Bengt Emil Jonson y Bruno K. Öijer, presentando su creación en distintas ciudades del país y terminando la gira con una presentación en la Sociedad de Escritores de Chile y en la Biblioteca Nacional.